# Søre Hellandsholmen
Søre Hellandsholmen est une île norvégienne dans le comté de Hordaland. Elle appartient administrativement à Fitjar.

## Géographie
Rocheuse et couverte d'arbres, à fleur d'eau, elle s'étend sur environ 126 m de longueur pour une largeur approximative de 122 m. 